# 牧港捕虜収容所
牧港捕虜収容所 （まきみなとほりょしゅうようしょ）は、沖縄戦終結後の1945年10月頃にアメリカ軍（米軍）によって開設された元日本兵を収容した捕虜収容所。現在の沖縄県浦添市城間の牧港飛行場（現在の牧港補給地区）にあった。

## 概要

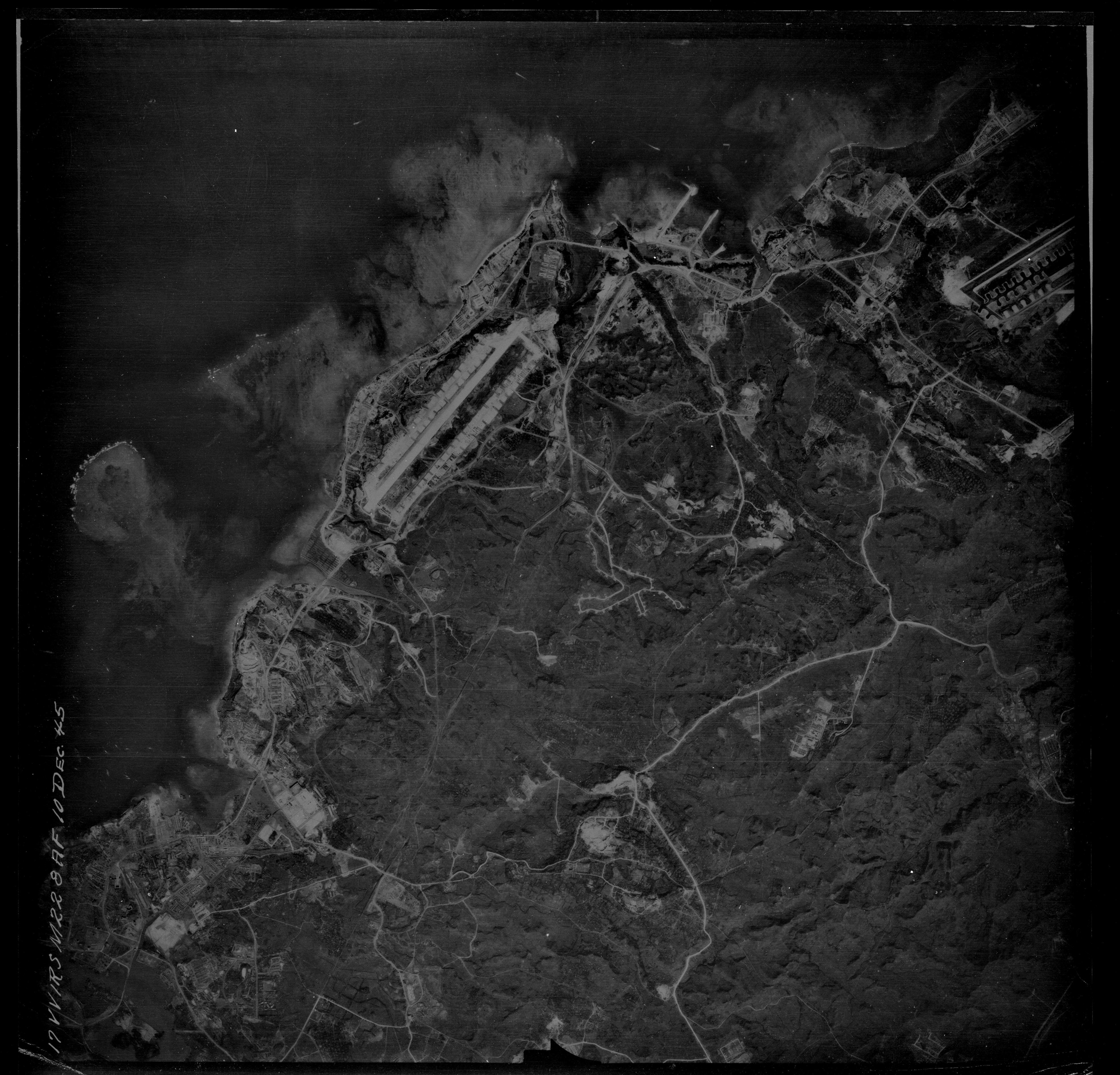
1945年12月10日に米軍が撮影した米軍基地「牧港飛行場」(現在の牧港補給地区) の空中写真。

米軍は沖縄戦で捕虜となった兵士、軍夫、防衛隊員、学徒兵らを捕虜収容所に収容した。捕虜収容所の本部は屋嘉捕虜収容所におかれたが、増え続ける捕虜の数に対応するため、また中南部に集中する基地建設や兵站基地の現場により近い捕虜収容所が必要とされたため、さらに7箇所で捕虜収容所が設置された。
多くの民間人収容所が沖縄島北西部に集約される一方で、捕虜収容所は米軍の軍事施設が集中化する中南部の主要な基地に付随して設置されていることが特徴である。
米軍の軍政報告書は、沖縄戦で男性労働力の喪失は沖縄の全人口のわずか9%に落ち込み、また住民も収容所に収容されているため、当面は約1万2000人の日本軍捕虜を労働力として使用する必要があったとしている。捕虜は主に軍港や飛行場の兵站業務や、急ピッチで進められる基地建設に関連する労働に使役された。
| 沖縄の捕虜収容所 | 沖縄の捕虜収容所 | 沖縄の捕虜収容所 | 収容者数 1946年5月時点 |
| ---------------- | ---------------- | ---------------- | ---------------------- |
| 本部             | 屋嘉捕虜収容所   | 金武町屋嘉       | 287                    |
| 1                | 牧港捕虜収容所   | 浦添市           | 3,531                  |
| 2                | 楚辺捕虜収容所   | 読谷村高志保     | 2,075                  |
| 3                | 奥武山捕虜収容所 | 那覇市           | 1,560                  |
| 4                | 小禄捕虜収容所   | 那覇市           | 1,459                  |
| 6                | 普天間捕虜収容所 | 宜野湾市         | 718                    |
| 7                | 嘉手納捕虜収容所 | 北谷町           | 2,874                  |
|                  | 入院(第9病院)等  |                  | 187                    |

米軍の牧港飛行場は1945年6月1日から建設が開始され、7週間後には完成する。牧港捕虜収容所は1945年10月末頃に設置され、1946年5月には牧港捕虜収容所の捕虜の収容数は3,531人と、最大の捕虜を収容した。
国立電気通信大学を卒業後、航空局の職員として海軍小禄飛行場に派遣され、その後米軍の捕虜となった上根保によると、10月に約500人の捕虜が屋嘉収容所から牧港収容所に移され、150ｍ四方に有刺鉄線をはりめぐらせた囲みのなかにテントがたてられ、一つの幕屋に20名くらいが生活する状態であったという。

### 労役

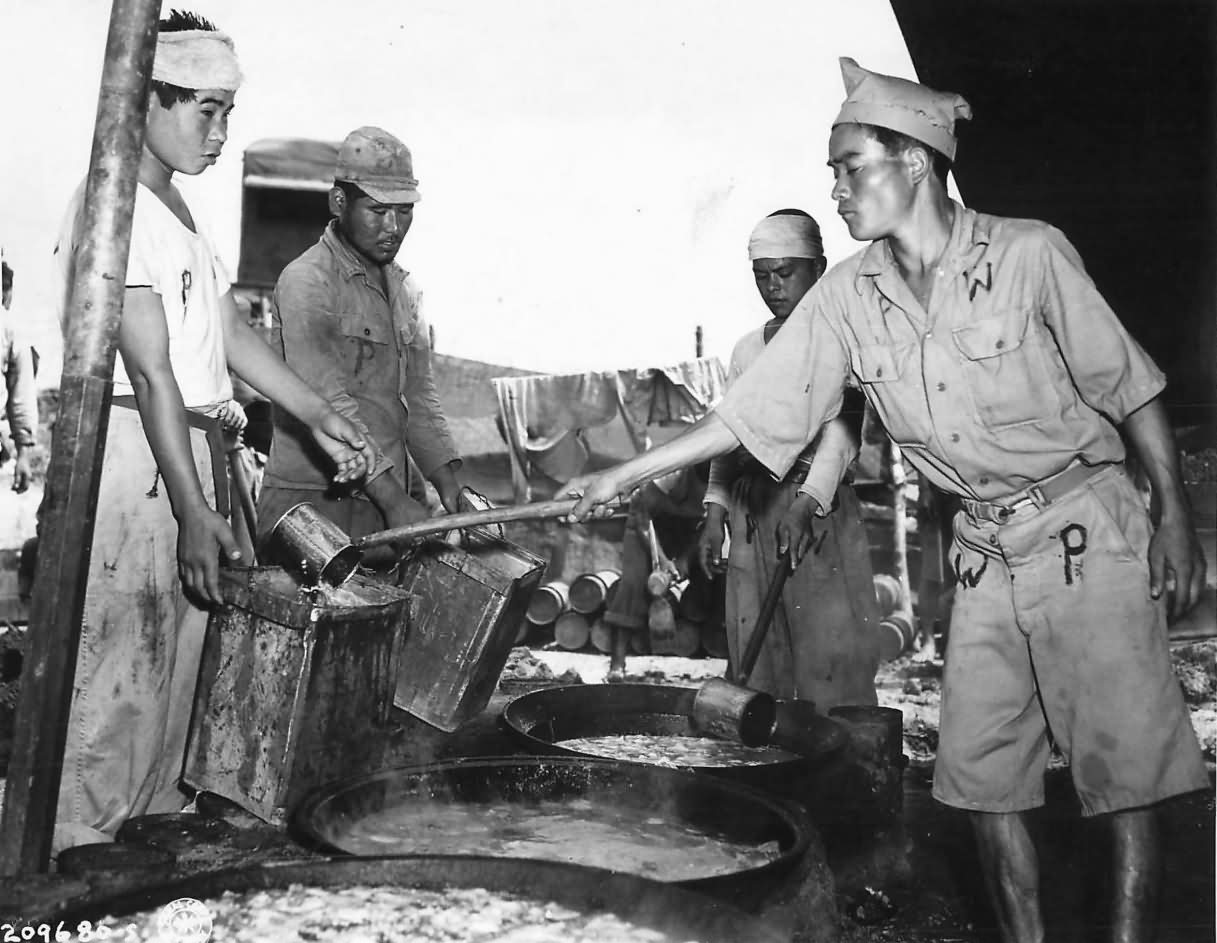
嘉手納近くの捕虜収容所 (おそらく嘉手納捕虜収容所) でスープの配給を受ける日本人捕虜

キャンプ・マッコイなどアメリカ本土にあった他の捕虜収容所と同じく、ジュネーブ条約にしたがって食事のカロリーなど一定の基準が守られることになっていた。国際赤十字による捕虜の処遇調査もあり、牧港捕虜収容所で2016年の11月から3か月間、食事が悪化した際には、国際赤十字の査察で「収容所長の首が飛んだ」という。
また、他の捕虜収容所と同様に、牧港収容所でも、自殺あるいは他殺とおもわれる首吊り事件が起こっている。憲兵によって容疑者と思われる収容者が炎天下のなかドラム缶の上に直立不動で立たされるといった定番の処罰がおこなわれた。

### 復員
沖縄戦の作戦参謀八原博通らをはじめとした将校クラスは、収容所内での労働も免除されており、第一弾は1945年12月31日に復員している一方、兵士の復員は、1946年7月に予定されていたものがさらに延期され、1946年10月3日から第一弾の復員が開始された。

捕虜収容所の「沖縄新聞」第23号（1946年10月4日）の記事によると、第１回目の復員は那覇軍港からと牧港から、二隻の LST で出港したことが記録されている。
1947年2月までには沖縄島の捕虜収容所からの復員はすべて完了した。